# Wołłowiczowce (gmina)
Wołłowiczowce (rzadziej Wołowiczowce) – dawna gmina wiejska istniejąca w latach 1867–1939 w  guberni suwalskiej i woj. białostockim (obecnie na Białorusi). Siedzibą gminy były na samym początku Wołłowiczowce, a od 1870 roku osada Sopoćkinie (po włączeniu Wołłowiczowców do gminy Balla Wielka).
Za Królestwa Polskiego gmina należała do powiatu augustowskiego w guberni suwalskiej. 19 maja?/31 maja 1870 do gminy przyłączono pozbawione praw miejskich Sopoćkinie; równocześnie od gminy Wołłowiczowce odłączono kilka wsi, przyłączając je do gmin Kurianka, Hołynka i Balla Wielka. Jedną z tych wsi były same Wołłowiczowce, które włączono do gminy Balla Wielka, a ponieważ nie zmieniono nazwy gminy Wołłowiczowce na Sopoćkinie (od jej nowej siedziby), powstała paradoksalna sytuacja, kiedy to gmina pozostała przy nazwie pochodzącej od wsi, która już nie znajdowała się w jej granicach.
Po ustaleniu granicy polsko-litewskiej w 1923 r. północna część gminy (Warwiszki) przypadła Republice Litewskiej.
Według Powszechnego Spisu Ludności z 1921 roku gminę Wołowiczowce zamieszkiwało 5094 osób, wśród których 4147 było wyznania rzymskokatolickiego, 17 prawosławnego, 1 ewangelickiego, 10 staroobrzędowego a 919 mojżeszowego. Jednocześnie 4839 mieszkańców zadeklarowało polską przynależność narodową, 253 żydowską,1 rosyjską i 1 rusińską. W gminie było 865 budynków mieszkalnych.
W okresie międzywojennym gmina Wołłowiczowce należała do powiatu augustowskiego w woj. białostockim. 13 kwietnia 1929 roku do gminy Wołłowiczowce przyłączono część obszaru gminy Balla Wielka (wsie: Nowosady i Kowniany).
Po wojnie obszar gminy Wołłowiczowce wszedł w struktury administracyjne Związku Radzieckiego (oprócz niewielkiego skrawka, który pozostał w granicach Polski). Gmina Wołłowiczowce jest jedną z czterech gmin powiatu augustowskiego, które po wojnie znalazły się poza granicami Polski. Obecnie jest to jedyna przedwojenna gmina, której obszar wchodzi w skład trzech państw – Białorusi, Litwy i Polski.

## Miejscowości
Miejscowości i osady na podstawie spisu powszechnego z 30 września 1921.
- Osady miejskie: Sopoćkinie
- Wsie: Balenięta, Brzozówka, Czortek, Dmisiewicze, Kadysz Poczobuta, Kadysz Rządowy, Niemnowo, Nowiki, Nowosiółki, Osoczniki, Ostasza, Pieszczany, Radziwiłki, Rynkowce, Sieniewicze, Sonicze, Tartak Nowosiółki, Usienniki, Wólka Dorguńska, Wólka Rządowa
- Folwarki: Dorguń, Gulbieńszczyzna, Jasudów, Kadysz Gineta, Ostasza, Świack Górskich, Świack Wielki, Wasilewicze, Zielonka
- Osady: Klimowszczyzna, Teolin, Wołkuszek
- Kolonie: Carewo
- Osady leśne: Dąbrówka
- Nadleśnictwa: Józefatowo
- Leśniczówki: Sonicze, Żabi Łęg